# معتز نصر
معتز نصر رسام ونحات وفنان وسائط متعددة وناشط ثقافي مصري،  نال مكانته المحلية بعد حصوله على عدة جوائز منها الجائزة الكبرى في بينالي القاهرة عام 2001.

## سيرة شخصية
ولد معتز في الإسكندرية في أغسطس 1961،  وكان والده يعتقد أن الفن ليس مهنة بل هواية، لذلك درس معتز الاقتصاد في جامعة الإسكندرية. دخل نصر لأول مرة في الساحة الفنية المصرية في عام 1995، حيث شارك في مسابقة نظمتها وزارة الثقافة المصرية وحصل على المركز الثالث،  وتعرض لانتقادات من قبل الفنانين الذين أعتبروه دخيلًا على المشهد الفني كونه لم يدرسه أكاديميًا.

## مهنة فنية
اقتحم نصر المشهد الفني الدولي في عام 2001 عندما عرض أحد أعماله في أحد المعرض الفني الإيطالي الرائد "جاليريا كونتينوا"،  وشارك بعدها في العديد من المعارض منذ ذلك الحين، وفاز بالعديد من الجوائز منها: المركز الثالث في صالون الشباب السابع، وهي مسابقة نظمتها وزارة الثقافة في عام 1995، وجائزة التصوير في معرض هيليوراما من المركز الثقافي الفرنسي بالقاهرة في عام 1997، والجائزة الكبرى في بينالي القاهرة الدولي الثامن عام 2001، وجائزة وزارة الثقافة السنغالية في عام 2004، والجائزة الكبرى في بينالي الشارقة في الإمارات العربية المتحدة في عام 2005.
في نوفمبر 2008 أسس "درب 1718"،  وهو مركز للفنون والثقافة المصرية المعاصرة يقع في منطقة الفسطاط في القاهرة القديمة،  وهي منظمة غير ربحية مسجلة وتتمثل مهمتها المعلنة في أن تصبح "ترامبولين لتعزيز حركة الفن المعاصر المزدهرة في مصر". كما يهدف إلى تقديم الفن المعاصر محليًا ودوليًا وأرشفة الأعمال الفنية والحفاظ على قاعدة بيانات شاملة للفن في مصر ومنطقة الشرق الأوسط وشمال إفريقيا،  ويهدف المركز أيضًا إلى إشراك مجتمع الفسطاط المحلي من خلال خدمة المجتمع وبرامج التوعية. شارك نصر في بينالي البندقية 2017 بتركيب فيديو في جناح مصر.

## أعمال بارزة
- الشعب (عمل فني) [الإنجليزية]، خزف ملون، 2012